# 아우구스트 빌헬름 폰 프로이센 왕자

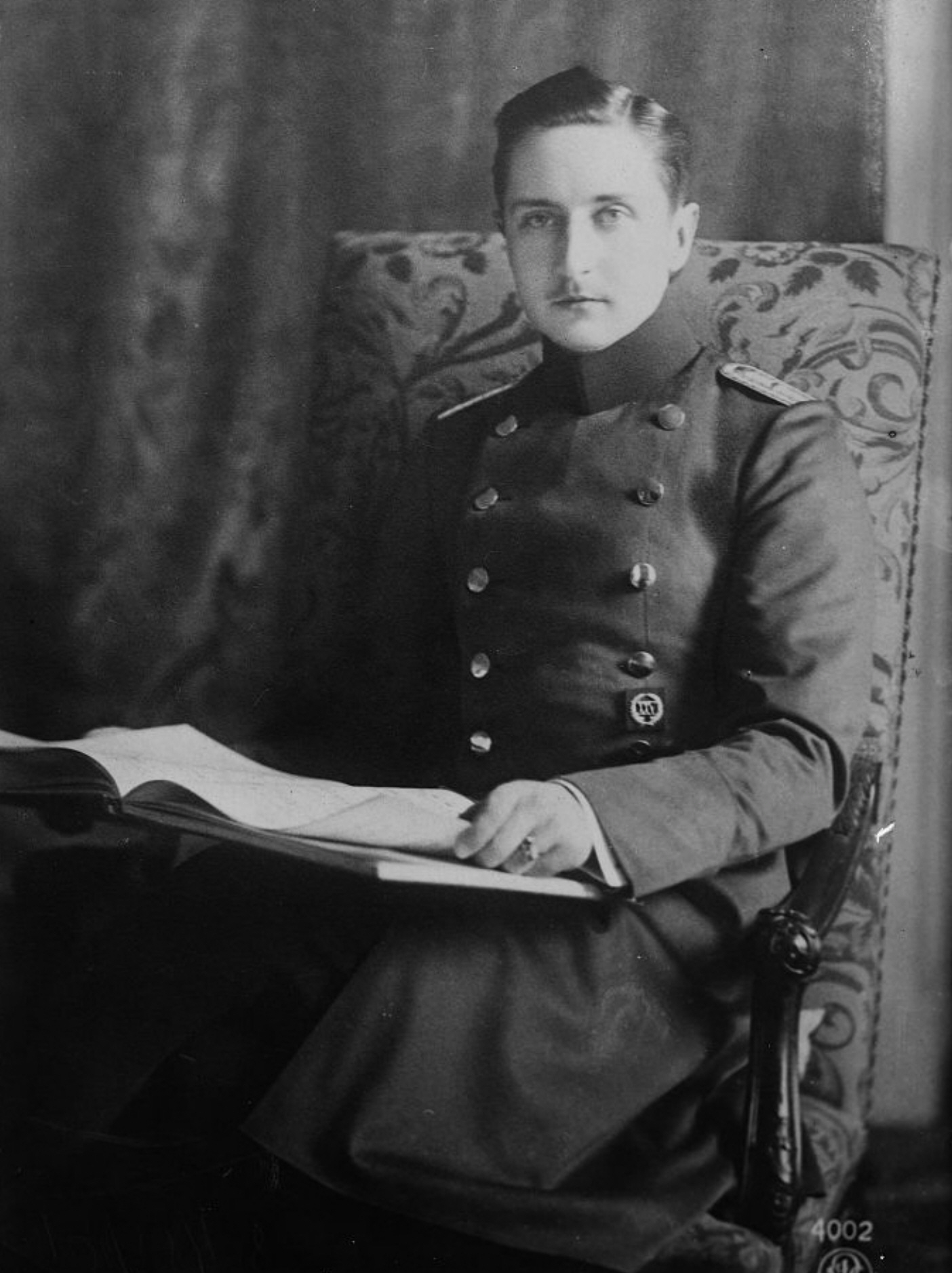
아우구스트 빌헬름 폰 프로이센 왕자

프로이센 왕자 아우구스트 빌헬름(Prince August Wilhelm of Prussia, 1887년 1월 29일 ~ 1949년 3월 25일)는 독일 황제 빌헬름 2세와 아우구스테 빅토리아 폰 슐레스비히홀슈타인 공녀의 넷째 아들이었다.